# Fame (1980)
Fame is een Amerikaanse muziekfilm uit 1980, onder regie van Alan Parker. De film volgt een groep studenten tijdens hun studie op de High School of Performing Arts in New York. De film is verdeeld in een aantal delen, die elk één jaar voorstellen. Op basis van de film werden in 1982 een gelijknamige televisieserie en in 1995 een gelijknamige musical gemaakt.

## Verhaal

### Eerste jaar
Na de audities beginnen de studenten aan hun eerste jaar, het "Freshman Year". Studenten merken op de eerste dag al dat schoolvakken net zo belangrijk zijn als hun creatieve vakken. Leroy maakt ruzie met Mrs. Sherwood tijdens de Engelse les. Doris ontmoet Montgomery tijdens de lunch.
Naarmate het jaar vordert probeert Coco Bruno over te halen met haar op te treden. Doris en Montgomery worden vrienden, maar Doris is bang dat ze te gewoontjes is naast de anderen. Leroy en Mrs. Sherwood blijven ruziën over Leroy's weigeringen huiswerk te maken. Bruno en zijn vader hebben het over Bruno's angst om voor publiek op te treden. Coco gelooft in hem. Lisa wordt gewaarschuwd door Mrs. Berg dat ze niet hard genoeg werkt. Een afgestudeerde leerling, Michael (Boyd Gaines) wint een studiebeurs en vertelt Doris dat hij auditie mag doen voor een pilotaflevering van een televisieserie.

### Tweede jaar
In het tweede jaar, genaamd "Sophomere Year" komt er een nieuwe leerling op school. Hillary van Doren (Antonia Franceschi) is haar naam, ze weet gelijk Leroy te verleiden. Bruno en Mr. Shorofsky praten over de traditionele orkesten in vergelijking met synthesizers. Als acteeroefening moeten de leerlingen een pijnlijke herinnering vertellen. Ralph vertelt over het horen van de dood van Freddie Prinze. Doris praat over de schande om haar moeder, die haar dwong te zingen op een verjaardag, en Montgomery kiest het ontdekken van zijn homoseksualiteit, waarmee hij door Ralph wordt gepest. Mrs. Berg wil Lisa niet langer in de klas hebben. Nadat Lisa eerst zelfmoord overweegt, besluit ze in plaats van dans, nu voor drama te kiezen.

### Derde jaar
In het derde "Junior" jaar ontdekken Ralph en Doris hun gevoelens voor elkaar. Door hun intimiteit voelt Montgomery zich echter buitengesloten. Hillary neemt Leroy mee naar haar huis om haar vader en stiefmoeder te choqueren. Ralphs jonge zusje wordt aangevallen door een junkie. Doris twijfelt aan haar Joodse opvoeding en verandert haar naam in "Dominique DuPont". Zij en Ralph doen mee aan een screening voor de "Rocky Horror Picture Show" aan 8th Street Playhouse. Terwijl ze zitten te wachten trekt Doris haar shirt uit, en springt zo het podium op. Later realiseert ze zich dat ze als actrice kan doen wat ze wil, al wordt ze weer nuchter als ze Michael ziet, die moeite heeft met doorbreken als acteur.

### Vierde jaar
In het vierde "Senior" jaar treedt Ralph in de voetsporen van zijn idool Freddie Prinze door succesvol stand-upcomedy te doen bij een talentenjacht. Hij gaat naar een feest waarbij hij zijn relatie met Doris vergeet. Hij krijgt een goede plek in een comedyclub. Hillary krijgt een aanbieding voor een plek bij het ballet van San Francisco, waarvoor ze abortus moet uitvoeren. Coco wordt bij een diner aangesproken door een vreemde man, die verklaart regisseur te zijn. In zijn appartement moet ze zich voor een "screen test" helemaal uitkleden... Leroy krijgt een plek in een groep dansers, maar om aangenomen te worden moet hij wel slagen. Hij vindt Mrs. Sherwood in het ziekenhuis, waar ze haar zieke echtgenoot bezoekt. Leroy maakt aanvankelijk ruzie over zijn cijfers, maar troost haar uiteindelijk. En dan die dagen daarna slagen ze, en treden ze op om te laten zien hoe goed ze hun best hebben gedaan.

## Rolverdeling
| Acteur           | Personage          | Opmerkingen   |
| ---------------- | ------------------ | ------------- |
| Irene Cara       | Coco Hernandez     |               |
| Maureen Teefy    | Doris Finsecker    |               |
| Barry Miller     | Ralph Garcie       |               |
| Gene Anthony Ray | Leroy Johnson      |               |
| Lee Curreri      | Bruno Martelli     |               |
| Paul McCrane     | Montgomery MacNeil |               |
| Laura Dean       | Lisa Monroe        |               |
| Joanna Merlin    | Mrs. Berg          | Dansdocent    |
| Jim Moody        | Mr. Farrel         | Dramadocent   |
| Debbie Allen     | Mrs. Grant         | Dansdocent    |
| Anne Meara       | Mrs. Sherwood      | Engels docent |
| Albert Hague     | Mr. Shorofsky      | Muziekdocent  |

## Prijzen

### Oscars
- Academy Award voor Beste Originele Nummer - Fame, Michael Gore en Dean Pitchford (winnaar)
- Academy Award voor Beste Originele Muziek - Michael Gore (winnaar)
- Academy Award voor Beste Originele Nummer - Out Here on My Own, Michael Gore en Lesley Gore (nominatie)
- Academy Award voor Beste Geluid - Michael J. Kohut, Aaron Rochin, Jay M. Harding, Christopher Newman (nominatie)
- Academy Award voor Beste Originele Scenario - Christopher Gore (nominatie)
- Academy Award voor Beste Montage - Gerry Hambling (nominatie)

### BAFTA Awards
- BAFTA Award voor Best Geluid - Christopher Newman, Les Wiggins, Michael J. Kohut (winnaar)
- BAFTA Award voor Beste Montage - Gerry Hambling (nominatie)
- BAFTA Award voor Beste Regie - Alan Parker (nominatie)
- Anthony Asquith Award voor Beste Muziek - Michael Gore (nominatie)

### Golden Globes
- Golden Globe Award voor Best Origineel nummer - Fame, Michael Gore and Dean Pitchford (winnaar)
- Golden Globe Award voor Beste Actrice - "Motion Picture Musical or Comedy" - Irene Cara (nominatie)
- Golden Globe Award voor Beste Originele Filmmuziek - Michael Gore (nominatie)

## Trivia
- In 2009 kwam er een remake van de film uit: Fame met in de hoofdrollen Kelsey Grammer en Bebe Nieuwirth uit "Frasier" en Megan Mullally uit "Will & Grace".